# Gant-Wevelgem 1937
La Gant-Wevelgem 1937 fou la 4a edició de la cursa ciclista Gant-Wevelgem. Es va disputar el 13 de maig de 1937 sobre un recorregut de 160 km. El vencedor fou el belga Robert Van Eenaeme, que s'imposà a l'esprint al seu company d'escapada, el també belga Albert Ritserveldt. André Hallaert, completà el podi.

## Classificació final
| Cilista | Equip                    | Temps      |
| ------- | ------------------------ | ---------- |
| 1       | Robert Van Eenaeme (BEL) | 4h 20' 00" |
| 2       | Albert Ritserveldt (BEL) | + 0"       |
| 3       | André Hallaert (BEL)     | + 15"      |
| 4       | Michel Verschueren (BEL) | + 30"      |
| 5       | René De Walsche (BEL)    | + 30"      |
| 6       | Pol Verschueren (BEL)    | + 30"      |
| 7       | Joseph Croes (BEL)       | + 30"      |
| 8       | Alphonse Demulder (BEL)  | + 30"      |
| 9       | Marcel Van Schelle (BEL) | + 1' 40"   |
| 10      | Albert Van Herzele (BEL) | + 3' 20"   |